# Sapintus bagiuniensis
Sapintus bagiuniensis es una especie de coleóptero de la familia Anthicidae.

## Distribución geográfica
Habita en Somalia.